# World Games 2017/Teilnehmer (Schweden)
| Gelbes Symbol für Goldmedaillen mit stilisierten Olympischen Ringen | Graues Symbol für Silbermedaillen mit stilisierten Olympischen Ringen | Braundes Symbol für Bronzemedaillen mit stilisierten Olympischen Ringen |
| ------------------------------------------------------------------- | --------------------------------------------------------------------- | ----------------------------------------------------------------------- |
| 4                                                                   | 2                                                                     | 5                                                                       |

Schweden nahm in Breslau an den World Games 2017 teil. Die schwedische Delegation bestand aus 53 Athleten.

## Medaillengewinner

### Gold
| Name | Sportart          | Wettkampf  |
| --- | ----------------- | ---------- |
| Rasmus Enström Alexander Galante Carlstrom Tobias Gustafsson Kasper Hedlund Emil Johansson Viktor Klintsten Johannes Larsson Robin Nilsberth Kim Nilsson Måns Parsjö-Tegner Johan Samuelsson Mattias Samuelsson Rasmus Sundstedt Jonas Svahn | Unihockey         | Mannschaft |
| Sofia Olofsson | Muay Thai         | 54 kg      |
| Helena Jansson | Orientierungslauf | Sprint     |
| Jerker Lysell | Orientierungslauf | Sprint     |

### Silber
| Name              | Sportart      | Wettkampf                    |
| ----------------- | ------------- | ---------------------------- |
| Constantino Nanga | Muay Thai     | 81 kg                        |
| Lina Björklund    | Bogenschießen | Blankbogen                   |
| Cecilia Velin     | Indoor-Rudern | 2000 m Offene Gewichtsklasse |

### Bronze
| Name                                          | Sportart          | Wettkampf                   |
| --------------------------------------------- | ----------------- | --------------------------- |
| Martin Ottosson                               | Bogenschießen     | Blankbogen                  |
| Fredrik Widgren                               | Jiu Jitsu         | 77 kg                       |
| William Seth Wenzel                           | Jiu Jitsu         | 85 kg                       |
| Lina Strand                                   | Orientierungslauf | Sprint                      |
| Lina Sjöberg                                  | Trampolinturnen   | Doppel-Mini Trampolin       |
| Cecilia Velin                                 | Indoor-Rudern     | 500 m Offene Gewichtsklasse |
| Peter Ljung Antonio Lindback Fredrik Lindgren | Speedway          | Mannschaft                  |

## Teilnehmer nach Sportarten

### Feldbogenschießen
| Athleten          | Wettbewerb   | Qualifikation | Qualifikation | Ausscheidungsrunde     | Ausscheidungsrunde | Halbfinale      | Halbfinale    | Finale/Platz 3                  | Finale/Platz 3 | Rang          |
| Athleten          | Wettbewerb   | Ringe         | Rang          | Gegner                 | Ergebnis           | Gegner          | Ergebnis      | Gegner                          | Ergebnis       | Rang          |
| ----------------- | ------------ | ------------- | ------------- | ---------------------- | ------------------ | --------------- | ------------- | ------------------------------- | -------------- | ------------- |
| Frauen            |              |               |               |                        |                    |                 |               |                                 |                |               |
| Lina Björklund    | Blankbogen   | 308           | 3             | Eliette Lalouer        | 71:65              | Tina Gutman     | 48:47         | Cinzia Noziglia                 | 45:49          | Silber        |
| Elin Kattström    | Recurvebogen | 348           | 6             | Jessica Tomasi         | 82:83              | ausgeschieden   | ausgeschieden | ausgeschieden                   | ausgeschieden  | ausgeschieden |
| Männer            |              |               |               |                        |                    |                 |               |                                 |                |               |
| Erik Jonsson      | Blankbogen   | 340           | 4             | Kakas István           | 77:83              | ausgeschieden   | ausgeschieden | ausgeschieden                   | ausgeschieden  | ausgeschieden |
| Martin Ottosson   | Blankbogen   | 347           | 2             | David García Fernández | 83:88              | John Demmer III | 45:52         | Platz 3: David García Fernández | 53:51          | Bronze        |
| Jonatan Andersson | Recurvebogen | 350           | 8             | Jean-Charles Valladont | 85:89              | ausgeschieden   | ausgeschieden | ausgeschieden                   | ausgeschieden  | ausgeschieden |

### Indoor-Rudern
| Athleten      | Wettbewerb                   | Zeit       | Rang   |
| ------------- | ---------------------------- | ---------- | ------ |
| Frauen        |                              |            |        |
| Cecilia Velin | 500 m Offene Gewichtsklasse  | 1:27,0 min | Bronze |
| Cecilia Velin | 2000 m Offene Gewichtsklasse | 6:38,2 min | Silber |

### Jiu Jitsu
| Athleten            | Wettbewerb     | Vorrunde           | Vorrunde | Vorrunde         | Vorrunde | Achtelfinale  | Achtelfinale | Viertelfinale | Viertelfinale | Halbfinale     | Halbfinale    | Finale / Platz 3                       | Finale / Platz 3 | Rang          |
| Athleten            | Wettbewerb     | Gegner             | Ergebnis | Gegner           | Ergebnis | Gegner        | Ergebnis     | Gegner        | Ergebnis      | Gegner         | Ergebnis      | Gegner                                 | Ergebnis         | Rang          |
| ------------------- | -------------- | ------------------ | -------- | ---------------- | -------- | ------------- | ------------ | ------------- | ------------- | -------------- | ------------- | -------------------------------------- | ---------------- | ------------- |
| Männer              |                |                    |          |                  |          |               |              |               |               |                |               |                                        |                  |               |
| Fredrik Widgren     | 77 kg Fighting | Percy Kunsa Bi Aku | 7:8      | Jonathan Charlot | 16:1     | –             | –            | –             | –             | Ilja Borok     | 6:12          | Platz 3: Percy Kunsa Bi Aku            | 20:6             | Bronze        |
| William Seth Wenzel | 85 kg Fighting | Denis Below        | 6:14     | Nicolas Baez     | 15:6     | –             | –            | –             | –             | Mikkel Willard | 0:50          | Platz 3: Junior David Cabezas Quinones | 50:0             | Bronze        |
| Max Hederström      | 94 kg Ne-Waza  | Florent Minguet    | 3:0      | Malte Meinken    | 100:0    | –             | –            | –             | –             | Faisal Alketbi | 2:2           | Platz 3: Florent Minguet               | 0:4              | 4             |
| Max Hederström      | Open Ne-Waza   | –                  | –        | –                | –        | Kristóf Szűcs | 0:99         | ausgeschieden | ausgeschieden | ausgeschieden  | ausgeschieden | ausgeschieden                          | ausgeschieden    | ausgeschieden |

### Kickboxen
| Athleten      | Wettbewerb | Viertelfinale  | Viertelfinale | Halbfinale    | Halbfinale    | Finale / Platz 3 | Finale / Platz 3 | Rang          |
| Athleten      | Wettbewerb | Gegner         | Ergebnis      | Gegner        | Ergebnis      | Gegner           | Ergebnis         | Rang          |
| ------------- | ---------- | -------------- | ------------- | ------------- | ------------- | ---------------- | ---------------- | ------------- |
| Frauen        |            |                |               |               |               |                  |                  |               |
| Zina Djelassi | K1 60 kg   | Marta Waliczek | 0:3           | ausgeschieden | ausgeschieden | ausgeschieden    | ausgeschieden    | ausgeschieden |

### Luftsport
| Athleten        | Wettbewerb | Runde 1 | Runde 2 | Runde 3 | Runde 4 | Runde 5 | Runde 6 | Runde 7 | Runde 8 | Runde 9 | Runde 10 | Runde 11 | Runde 12 | Gesamt  | Rang |
| --------------- | ---------- | ------- | ------- | ------- | ------- | ------- | ------- | ------- | ------- | ------- | -------- | -------- | -------- | ------- | ---- |
| Mixed           |            |         |         |         |         |         |         |         |         |         |          |          |          |         |      |
| Stefan Burström | Swooping   | 27      | 13      | 32      | 22      | 28      | 31      | 29      | 29      | 27      | 36       | 17       | 32       | 334.000 | 34   |

### Muay Thai
| Athleten                | Wettbewerb | Viertelfinale    | Viertelfinale | Halbfinale     | Halbfinale    | Finale            | Finale        | Rang          |
| Athleten                | Wettbewerb | Gegner           | Ergebnis      | Gegner         | Ergebnis      | Gegner            | Ergebnis      | Rang          |
| ----------------------- | ---------- | ---------------- | ------------- | -------------- | ------------- | ----------------- | ------------- | ------------- |
| Frauen                  |            |                  |               |                |               |                   |               |               |
| Sofia Olofsson          | 54 kg      | Maria Lobo       | 30:27         | Tristana Tola  | 20:18         | Walerija Drosdowa | 30:27         | Gold          |
| Isa Tidbald Keskikangas | 75 kg      | Swetlana Winniko | 27:30         | ausgeschieden  | ausgeschieden | ausgeschieden     | ausgeschieden | ausgeschieden |
| Männer                  |            |                  |               |                |               |                   |               |               |
| Constantino Nanga       | 81 kg      | Manuel Magi      | 0:0           | Mikita Shostak | 30:27         | Ali Dogan         | 28:29         | Silber        |

### Orientierungslauf
| Athleten                                                | Wettbewerb    | Zeit         | Rang   |
| ------------------------------------------------------- | ------------- | ------------ | ------ |
| Frauen                                                  |               |              |        |
| Helena Jansson                                          | Sprint        | 14:51,60 min | 6      |
| Lina Strand                                             | Sprint        | 14:39,80 min | Bronze |
| Helena Jansson                                          | Mittelstrecke | 34:44 min    | Gold   |
| Lina Strand                                             | Mittelstrecke | 39:03 min    | 11     |
| Männer                                                  |               |              |        |
| Gustav Bergman                                          | Sprint        | 15:41,00 min | 18     |
| Jerker Lysell                                           | Sprint        | 14:40,50 min | Gold   |
| Martin Regborn                                          | Sprint        | 15:10,20 min | 5      |
| Gustav Bergman                                          | Mittelstrecke | 36:07 min    | 6      |
| Jerker Lysell                                           | Mittelstrecke | 37:00 min    | 11     |
| Martin Regborn                                          | Mittelstrecke | 39:07 min    | 21     |
| Mixed                                                   |               |              |        |
| Helena Jansson Lina Strand Jerker Lysell Martin Regborn | Staffel       | 1:04:13 h    | 4      |

### Speedway
| Athleten                                      | Vorrunde                              | Vorrunde | Vorrunde                        | Vorrunde | Vorrunde                 | Vorrunde | Vorrunde                 | Vorrunde | Vorrunde                         | Vorrunde | Vorrunde                 | Vorrunde | Vorrunde      | Vorrunde | Race Off                         | Race Off | Finale        | Finale        | Rang   |
| Athleten                                      | Gegner                                | Punkte   | Gegner                          | Punkte   | Gegner                   | Punkte   | Gegner                   | Punkte   | Gegner                           | Punkte   | Gegner                   | Punkte   | Punkte gesamt | Rang     | Gegner                           | Punkte   | Gegner        | Punkte        | Rang   |
| --------------------------------------------- | ------------------------------------- | -------- | ------------------------------- | -------- | ------------------------ | -------- | ------------------------ | -------- | -------------------------------- | -------- | ------------------------ | -------- | ------------- | -------- | -------------------------------- | -------- | ------------- | ------------- | ------ |
| Männer                                        |                                       |          |                                 |          |                          |          |                          |          |                                  |          |                          |          |               |          |                                  |          |               |               |        |
| Antonio Lindback Peter Ljung Fredrik Lindgren | Kenneth Bjerre Niels Kristian Iversen | 3        | Emil Saitfudinow Wiktor Kulakow | 5        | Jason Doyle Chris Holder | 3        | Kai Huckenbeck Erik Riss | 3        | Bartosz Zmarzlik Maciej Janowski | 3        | Steve Worrall Danny King | 3        | 20            | 3        | Bartosz Zmarzlik Maciej Janowski | 3        | ausgeschieden | ausgeschieden | Bronze |

### Tauziehen
| Wettbewerb       | Männer Outdoor 640 kg | Männer Outdoor 700 kg                                                                                                   |
| ---------------- | --- | --- |
| Athleten         | Simon Andersson Leif Bjurka Daniel Eriksson Morgan Eriksson Per Frostgard Klas Henriksson Stefan Klinthall David Lilja Fredrik Nylund Tobias Sjöberg Klas Söderqvist | Simon Andersson Daniel Eriksson Morgan Eriksson Per Frostgard Fredrik Nylund Joel Sjöden Klas Söderqvist Mikael Wikberg |
| Gruppenphase     | Schweiz 0:3 Niederlande 3:0 Irland 3:0 Großbritannien 0:3 Deutschland 3:0                                                                                            | Schweiz 0:3 Niederlande 0:3 Belgien 1:1 Deutschland 0:3 Großbritannien 0:3                                              |
| Halbfinale       | Großbritannien 0:3 | ausgeschieden |
| Spiel um Platz 3 | Deutschland 0:3 | ausgeschieden |
| Platzierung      | 4 | ausgeschieden |

### Trampolinturnen
| Athleten     | Wettbewerb            | Qualifikation | Qualifikation | Finale   | Finale | Rang   |
| Athleten     | Wettbewerb            | Ergebnis      | Rang          | Ergebnis | Rang   | Rang   |
| ------------ | --------------------- | ------------- | ------------- | -------- | ------ | ------ |
| Frauen       |                       |               |               |          |        |        |
| Lina Sjöberg | Doppel-Mini Trampolin | 67.400        | 4             | 70.000   | 3      | Bronze |

### Unihockey
| Wettbewerb   | Männer |
| ------------ | --- |
| Athleten     | Rasmus Enström Alexander Galante Carlstrom Tobias Gustafsson Kasper Hedlund Emil Johansson Viktor Klintsten Johannes Larsson Robin Nilsberth Kim Nilsson Måns Parsjö-Tegner Johan Samuelsson Mattias Samuelsson Rasmus Sundstedt Jonas Svahn |
| Gruppenphase | Vereinigte Staaten 20:0 (9:0, 5:0, 6:0) Schweiz 3:0 (0:0, 1:0, 2:0) |
| Halbfinale   | Tschechien 5:2 (0:0, 3:1, 2:1) |
| Finale       | Schweiz 7:5 (1:2, 4:3, 2:0) |
| Platzierung  | Gold |

### Wasserski
| Athleten         | Wettbewerb          | Qualifikation | Qualifikation | Finale                   | Finale                   | Rang          | Rang          | Rang          |
| Athleten         | Wettbewerb          | Ergebnis      | Rang          | Ergebnis                 | Rang                     | Rang          | Rang          | Rang          |
| ---------------- | ------------------- | ------------- | ------------- | ------------------------ | ------------------------ | ------------- | ------------- | ------------- |
| Frauen           |                     |               |               |                          |                          |               |               |               |
| Hanna Edeback    | Slalom              | 4,00/55/18,25 | 3             | 0,00/55/18,25            | 7                        | 7             | 7             | 7             |
| Nancy Chardin    | Sprung              | 41,4 m        | 7             | ausgeschieden            | ausgeschieden            | ausgeschieden | ausgeschieden | ausgeschieden |
| Athleten         | Wettbewerb          | Halbfinale    | Halbfinale    | Letzte Chance Halbfinale | Letzte Chance Halbfinale | Finale        | Finale        | Rang          |
| Athleten         | Wettbewerb          | Ergebnis      | Rang          | Ergebnis                 | Rang                     | Ergebnis      | Rang          | Rang          |
| Männer           |                     |               |               |                          |                          |               |               |               |
| Caroline Djupsjö | Wakeboard Freestyle | 31,22         | 9             | 39,44                    | 7                        | ausgeschieden | ausgeschieden | ausgeschieden |